# Каиндинский аильный округ
Каиндинский аильный округ (аймак) — административная единица в Манасском районе Таласской области Кыргызстана.
Код COATE — 41707 225 818 00 0

## Население
По данным переписи 2022 года, в аильном округе проживало 4 437 человек.

## Административное деление
В состав Каиндинского аильного округа ныне входят населённые пункты:
- Арал
- Каинды
- Нылды
- Сары-Булак
- Чёч-Дёбё

## Известные уроженцы
- Эстебес Турсуналиев — советский, киргизский акын (поэт-импровизатор, певец, музыкант-инструменталист (исполнитель на комузе). Народный артист СССР (1988), Народный артист Казахстана (1994).

## Примечание
1. ↑  Государственный классификатор система обозначений объектов административно-территориальных и территориальных единиц Кыргызской республики. Архивная копия от 18 марта 2018 на Wayback Machine — Бишкек: Национальный статистический комитет Кыргызской республики, 2017.
2. ↑  Численность населения областей, районов, городов,поселков городского типа, айылных аймаков и айылов (сел) Кыргызской Республики Архивная копия от 10 ноября 2021 на Wayback Machine (на 2022 год).